# 亞納亞納山
14°56′53″S 72°22′04″W / 14.94806°S 72.36778°W
亞納亞納山（Yana Yana），是秘魯的山峰，位於該國南部阿雷基帕大區，由卡亞拉尼區和基伊卡區負責管轄，屬於萬索山脈的一部分，海拔高度5,321米。